# 山梨県立富士山世界遺産センター
山梨県立富士山世界遺産センター（やまなしけんりつふじさんせかいいさんセンター）は、2013年に富士山が富士山-信仰の対象と芸術の源泉として世界遺産に登録されたことを受け、山梨県側のガイダンス施設として富士河口湖町にある既存の山梨県立富士ビジターセンター（リニューアル後：北館・入館無料）に隣接して、富士山の世界遺産登録が決定した日からちょうど三周年にあたる2016年6月22日に、新館である南館を新設して開館した。

## 沿革
世界遺産条約第5条にある「文化遺産及び自然遺産の保護、保存及び整備の分野における全国的、または地域的な研修センターの設置、または発展を促進し、並びにこれらの分野における学術的調査の奨励」という条文と、第37回世界遺産委員会での登録審査の際に提示された条件の一つ「来訪者施設（ビジターセンター）の整備及び個々の資産における説明の指針として、情報提供を行うために、構成資産のひとつひとつが資産全体の一部として、山の上方及び下方（山麓）における巡礼路全体の一部として、認知・理解され得るかについて知らせるための情報提供戦略を策定すること」との指導に基づき、設立された。
2016年1月28日、文化庁が国際連合教育科学文化機関（UNESCO）世界遺産センターへ提出した保全報告書に開館予定日が記載された。
建設にあたっては、山梨中央銀行が整備事業資金調達目的で、「富士の国やまなし県民債」を発行して充当した。
「富士山世界遺産センター」という名称の使用に際し、「富士山」という言葉の商標確認が行われた。
所長（非常勤嘱託）に秋道智彌、顧問に遠山敦子元文部科学大臣と近藤誠一前文化庁長官が就任した。

## 施設概要
〔建物〕：RC造一部二階建てで、青木ヶ原樹海を連想させる木々に囲まれた外観は和風木造の様相である。
〔館内〕：展示室（乃村工藝社による）には世界遺産ガイダンスコーナー、自然コーナー、ハイビジョンスクリーン、イベントスペースがある。主要な展示物は、鉄製の骨組みに強化和紙を貼り付けて作られた直径約15メートル（約1/1000スケール）の富士山のオブジェで、季節の移り変わりや気象の変化、人と自然のかかわりなどを映像で投影する「冨嶽360」。二階部分は富士山５合目の御中道になぞらえた「御中道回廊」となっており、富士山の風物や信仰と芸術の関わりなどを体感できる。展示音声ナレーターは松岡修造。このほか、山口晃による『冨士北麓参詣曼荼羅』の原画を拡大したパネルなども目を引く。
また、国際観光振興機構 (JNTO) の外国人観光案内所を併設し、観光情報を提供、発信している。
富士山ボランティアセンターも入居する。
|         |
| 冨嶽360 |

## エクスカーション
公式ガイドアプリとして「ふじめぐり」がリリースされた。館内のみならず、世界遺産構成資産を訪ね歩く際にも使用可能な野外対応版である。